# Булци
Булци (итал. Bulzi) је насеље у Италији у округу Сасари, региону Сардинија.
Према процени из 2011. у насељу је живело 529 становника. Насеље се налази на надморској висини од 202 м.

## Становништво
| 1936. | 1951. | 1961. | 1971. | 1981. | 1991. | 2001. | 2011. |
| ----- | ----- | ----- | ----- | ----- | ----- | ----- | ----- |
| 733   | 850   | 903   | 809   | 746   | 689   | 634   | 552   |